# Hetman Żółkiewski (1885)
Hetman Żółkiewski – parowiec zwodowany w 1887 roku jako transportowiec rzeczny, a potem holownik polskiej Flotylli Pińskiej.

## Historia przedwojenna
Parowiec zbudowano w 1887 r. w Warszawie dla przedsiębiorstwa Żegluga Parowa Maurycego Fajansa pod nazwą Henryk. Statek mieścił ok. 150 pasażerów i 25 ton ładunku. Pod koniec XIX w. został sprzedany w głąb Rosji, gdzie jego właścicielem zostało Towarzystwo Fastowskiej Kolei Żelaznej. Od 1899 r. był eksploatowany na Prypeci jako Zwiezda.
Statek został zdobyty przez Polaków 27 kwietnia 1920 roku w Czarnobylu nad Prypecią na terenie dzisiejszej północnej Ukrainy, podczas polsko-ukraińskiej ofensywy na Kijów i wszedł w skład tworzącej się Flotylli Pińskiej. Po kilku tygodniach został samozatopiony w Pińsku, podczas ofensywy bolszewickiej, ale szybko został podniesiony przez sowietów.
Został odzyskany przez Polaków jesienią 1920 r. i początkowo służył jako pływające koszary, ale w maju 1921 r. uruchomiono maszynę parową i nadano mu nazwę Gwiazda, a jego pierwszym dowódcą został kmdr por. Dominik Małecki. W kwietniu 1922 r. okręt został zakwalifikowany jako uzbrojony holownik Flotylli Pińskiej i otrzymał nazwę ORP Hetman Żółkiewski. 
W tym czasie okręt był uzbrojony w 2 ckm-y. Losy jednostki w latach 1922–1923 nie są znane z powodu braku dokumentacji. Był w tym czasie prawdopodobnie używany przez Flotyllę Wiślaną. Wiadomo, że pod koniec lipca 1923 roku okręt należący do Flotylli Wiślanej brał udział w wydobyciu krypy zatopionej na toruńskim torze wodnym, potem jednostka pełniła rolę holownika portowego w Toruniu. Na początku sierpnia 1923 roku statek powrócił do Pińska i widniał w spisie jednostek do roku 1929 włącznie. 
Po remoncie w 1925 r. został ponownie zakwalifikowany jako holownik. Na początku lat trzydziestych XX w. przekazany został Batalionowi Mostowemu z Kazunia, gdzie służył do wybuchu kampanii wrześniowej. W kwietniu 1939 roku po przeprowadzeniu niewielkich modyfikacji w stoczni w Modlinie przydzielony do formowanego właśnie Oddziału Wydzielonego Rzeki Wisły jako pływający punkt dowodzenia pod nazwą „Hetman Żółkiewski”. Około 21 czerwca przebazowany został do Torunia. Od 6 lipca stacjonował w Brdyujściu. Po wybuchu wojny statek wraz z pozostałymi jednostkami Oddziału Wydzielonego wycofał się w górę Wisły, holując do Włocławka 3 barki z żywnością. Pozostawił je we Włocławku, dalej holując tylko krypę węglową o oznaczeniu „K-6”.

### Załoga
- Kapitan żeglugi śródlądowej Bolesław Lipski
- Dowódca Oddziału Wydzielonego Rzeki Wisły kmdr ppor. Roman Kanafoyski
- 20–25 marynarzy oficerów i podoficerów
- 5 osób cywilnych

9 września wieczorem „Hetman Żółkiewski” wraz z holowaną krypą został zatopiony przez własną załogę, gdyż nie było szans na pokonanie odcinka rzeki przepływającego przez odległy o 3–4 km Wyszogród, zajęty i broniony przez oddziały niemieckie. Statek był jednym z wielu zatopionych w pierwszych tygodniach walk z powodu odcięcia pewnych odcinków rzek przez oddziały niemieckie.